# John Tobias
John Tobias (Chicago, 24 de agosto de 1969) é um artista de histórias em quadrinhos, designer gráfico, designer de jogos e escritor estadunidense, co-criador do jogo eletrônico de luta Mortal Kombat, juntamente com Ed Boon. 
Tobias começou a se interessar por desenhos desde cedo, inspirado por histórias em quadrinhos. Durante o ensino médio, ele fez aulas no Instituto de Arte de Chicago. Ele foi um dos artistas na revista The Real Ghostbusters, antes de entrar na Midway Games.[carece de fontes?] Tobias disse que seu plano de carreira original era ser artista de quadrinhos, mas os avanços gráficos na época tornaram a indústria de videogames mais chamativa. Ele trabalhou na versão original de arcade do Smash TV antes do sucesso Mortal Kombat de 1992. Tobias criou os primeiros roteiros da série Mortal Kombat e foi responsável pelo design da lista de personagens inteira dos primeiros games até Mortal Kombat 4. A lista inclui os personagens mais populares, como Goro, Liu Kang, Raiden, Scorpion, Sub-Zero, Johnny Cage etc.
Curiosamente, Ed Boon e John Tobias serviram de inspiração para o nome de um personagem da série Mortal Kombat chamado Noob Saibot, que lendo de trás para frente é o nome dos criadores do game.[carece de fontes?]
Enquanto consertava alguns erros do software original, John criou, secretamente, um lutador secreto que unia os poderes de Sub-Zero e Scorpion, aí nascia Reptile, o ninja verde que passou a ser selecionável para os arcades (fliperamas) em Mortal Kombat II. Também tiveram uma participação no jogo NBA Hangtime produzido pela Midway.[carece de fontes?]